# Lena Paüls Obré
Lena Paüls i Obré (Reus, Bajo Campo, Cataluña, 15 de febrero de 1952) es una escritora Española en lengua catalana.

## Biografía
Licenciada en Filología catalana por la Universidad de Barcelona, ha sido profesora de lengua y de cultura catalanas en cursos de capacitación y actualización de la administración pública. Ha sido asesora lingüística y correctora de estilo de diversas empresas publicitarias, ha realizado investigaciones sobre las posibilidades de aplicaciones didácticas de la publicidad, e imparte cursos dirigidos a los profesorados de enseñanza media.
Es autora de diversas guías de lectura y de la documentación para elaborar páginas web de diversos escritores catalanes como Josep M. Espinàs, Jesús Moncada, Víctor Mora Pujadas, Sergi Pàmies, Ferran Torrent, Isabel-Clara Simó, Miquel de Palol i Muntanyola, Carme Riera, Baltasar Porcel, entre otros. Además dirige la publicación «Cornabou Revista Digital de Literatura Infantil i Juvenil» y coordina el gabinete de comunicación Escac, ambos en Barcelona.

## Publicaciones
- El vel de maia: universalitat i particularisme projectats en un dietari íntim, (ensayo), Premià de Dalt: La Comarcal Edicions, 1989.
- L'Aixecacases, (cuento infantil) Eivissa: Res Publica, 2002.
- Dret d'admissió, (novela), Barcelona: Viena Edicions, 2003.
- Les orelles tenen parets, (narración), en Una petita vida i altres narracions. Lleida: Pagès Editors, 2003.
- Temps de penyora, (poesía), Barcelona: Ajuntament de Barcelona, 2004.
- Lletra menuda, (poesía), Barcelona: Editorial La Busca, 2006.
- La meva Adela, (narración), Manlleu: Ajuntament de Manlleu, 2007. Sitges: Catálogo exposición Lectures. Un naufragi infinit, de Pérez Oliván, 2015.
- Familiar al cava, (cuento infantil) Barcelona: Revista Cavall Fort núm. 1107, 2008.
- Teló de fons (poesía), Sant Feliu de Guíxols: Setmanari Àncora, 2008
- El mirall que vola, (narración), en Premis Llavor de Lletres. Vilafranca del Penedès, 2009.
- La geganta Ela, (novela infantil), Barcelona: Edicions El Pirata, 2011.
- La draga sense escates, (cuento ilustrado por Àgata Gil), Barcelona: Publicacions de l'Abadia de Montserrat, 2008. Barcelona: Colección Petits Insòlits, Publicacions de l'Abadia de Montserrat, 2011.
- L'Adagio d'Albinoni, (narración ilustrada por Pérez Oliván), Barcelona: Escac Gabinet de Comunicació, 2012.
- El Museu de l'Avi, (recopilación de artículos), Barcelona: Escac Gabinet de Comunicació, 2012.
- La vamba groga, (cuento), en Lletres Reusenques, Tarragona: Silva Editorial, 2013.
- La bòbila, (narración), en Vi bo i altres contes. Valls: Cossetània Edicions, 2013.
- Un riu que creix de nit, (novela juvenil), Duesaigües: Ajuntament de Duesaigües, 2014.
- La biblioteca personal, (narración), en Biblioteques personals. Tarragona: Arola Editors, 2014.
- I tu, què mires?, (cuentos y poemas infantiles), Barcelona: Escac Gabinet Comunicació, 2015.
- El mirall que vola, (recopilación narraciones), Barcelona: Escac Gabinet Comunicació, 2015.
- Còmplice necessari, (narración), en Bibliorelats, Tarragona: Arola Editors, 2015.
- Remeno paraules, (prosa poética), Barcelona: Escac Gabinet Comunicació, 2016.
- La sirena de la font, (cuento infantil), en Contes de Vilaencanteri, Tarragona: Arola Editors, 2017.
- La musa de la frescor, (prosa poética), en la recopilación homónima. Barcelona: Escac Gabinet Comunicació, 2017.
- A ritme de balada, (prosa poética), en El vestit negre. Barcelona: Escac Gabinet Comunicació, 2017.
- L'escopinada del dimoni, (recopilación artículos), Barcelona: Escac Gabinet Comunicació, 2017.
- Els músics de Bremen, (adaptación cuento infantil), Barcelona: Colección Contes Clàssics, 15. Publicacions de l'Abadia de Montserrat, 2018.
- Qui hi ha sota el barret?, (cuento infantil con ilustraciones de Rosa Virgili), Barcelona: Edición digital, 2018.
- Estimo la dona que sóc: #mestimo, (prosas basadas en pinturas de Fina Veciana), Barcelona: Edición digital, 2018.
- Tirant de paper (relato breve), en Tirant de paper i altres contes de Barcelona. Barcelona, Veus Públiques Edicions, 2018.
- Black Velvet, okupa i lladre (relato breve), en Veus. Tarragona: Arola Editors, 2019.
- Bombes de llavors (prosas poéticas ilustradas con fotos y pinturas), Barcelona: Edición digital, 2019.
- Faula de l'aranya i la lluerna (cuento), en revista NWReus, 2019.
- Si son roses, floriran (creación colectiva sobre la pintura de Marc A. Pérez Oliván), Barcelona: Edición digital, 2020.
- 50 mirades des de casa (creación colectiva sobre ilustracions de diversos autores), Barcelona: Edición digital, 2020.
- L'àvia porta pírcings (cuento). Reus: Revista NWReus, 2020.
- L'alè que fa olor de menta (poesia). Barcelona: Escac Gabinet Comunicació, 2021.
- Quin groc t'ha picat? (cuento). Ilustraciones de Pere Prats Sobrepere. Tarragona: Arola Editors, 2021.
- Conxita Nolla Abelló, poeta d'arrel. (artículo) Reus: NWReus, 2021.
- Haikús de vi novell (poesía). Barcelona: Escac Gabinet Comunicació, 2021.
- Història d'un secret (relato breve). Barcelona: Escac Gabinet Comunicació, 2021.
- Desfici de mar (poesía). Barcelona: Escac Gabinet Comunicació, 2022.
- No sense la meva Llima (relato breve). Barcelona: Escac Gabinet Comunicació, 2022.

## Premios y distinciones
Premio de ensayo
- Francesc Vila (1994) por su estudio ensayístico sobre la obra de Marià Manent

Premio de narrativa
* Goleta i Bergantí del Masnou (2002) * La Mar de Lletres de Calafell (2003) * Sant Pere de Ribes (2005) * Frederica Montseny de narrativa (2007),
Premio de narrativa breve
- Lletres al Comerç (2018)

Premio de poesía
- Viola d'Argent de los Jocs Florals de Barcelona (2003)
- Àncora (2007)
- Juegos Florales de Les Corts de Barcelona (2007)
- Poesía del Vallés Oriental (2019)

Premio de cuentos
- Ciutat d'Eivissa (2002)
- Mercè Llimona (2008)

Premio de creación literaria
- Distinción The White Ravens, de la Internationale Jugendbibliothek de Múnich (2010)